# Liga de Tailandia 2019
La Liga de Tailandia 2019 es la 23ª temporada de la Liga de Tailandia, la más importante liga profesional tailandesa de clubes de fútbol, desde su creación en 1996, también conocida como Toyota Thai League debido al acuerdo de patrocinio con Toyota. Un total de 16 equipos competirán en la liga. La temporada comenzó el 22 de febrero de 2019 y está programada para concluir el 27 de octubre de 2019.
Buriram United es el campeón defensor, mientras que PTT Rayong, Trat y Chiangmai han ingresado como los equipos promovidos de la Liga 2 de Tailandia 2018.
La primera ventana de transferencia es del 26 de noviembre de 2018 al 19 de febrero de 2019, mientras que la segunda ventana de transferencia es del 24 de junio de 2019 al 19 de julio de 2019.

## Equipos
Bangkok United

Samut Prakan City

Muangthong United

| Equipo               | Entrenador                   | Capitán                         | Fabricante de caja                    | Patrocinador principal |
| -------------------- | ---------------------------- | ------------------------------- | ------------------------------------- | ---------------------- |
| Bangkok United       | Alexandré Pölking            | Anthony Ampaipitakwong          | Ari                                   | Cierto                 |
| Buriram United       | Božidar Bandović             | Suchao Nuchnum                  | Hecho por club (Doméstico) Ari (Asia) | Chang                  |
| Chainat Hornbill     | Dennis Amato                 | Parinya Utapao                  | Warrix                                | Wangkanai              |
| Chiangmai            | Carlos Parreira              | Suwannapat Kingkkaew            | Voltio                                | Leo                    |
| Chiangrai United     | Ailton Silva                 | Tanasak Srisai                  | FBT                                   | Leo                    |
| Chonburi             | Jukkapant Punpee             | Kroekrit Thaweekarn             | Nike                                  | Chang                  |
| Muangthong United    | Pairoj Borwonwatanadilok     | Teerasil Dangda                 | Deporte magnífico                     | SCG                    |
| Nakhon Ratchasima    | Miloš Joksić                 | Chalermpong Kerdkaew            | Versus                                | Mazda                  |
| Port                 | Jadet Meelarp                | David Rochela                   | Deporte magnífico                     | Muang Seguro tailandés |
| PT Prachuap          | Thawatchai Damrong-Ongtrakul | Adul Muensamaan                 | Warrix                                | PTG                    |
| PTT Rayong           | Teerasak Po-Encima           | Apipoo Suntornpanavej           | Warrix                                | PTT Grupo              |
| Ratchaburi Mitr Phol | Francesc Bosch               | Chutipol Thongthae              | Hecho por club                        | Mitr Phol              |
| Samut Prakan City    | Surapong Kongthep            | Peeradon Chamratsamee           | Ari                                   | Sanwa                  |
| Sukhothai            | Ljubomir Ristovski           | John Baggio                     | Mawin                                 | Chang                  |
| Suphanburi           | Totchtawan Sripan            | Sinthaweechai Hathairattanakool | Warrix                                | Chang                  |
| Trat                 | Phayong Khunnaen             | Sittichai Masbu-ngor            | Deporte magnífico                     | CP                     |

## Tabla de posiciones
| Pos. | Equipo               | Pts. | PJ | PG | PE | PP | GF | GC | Dif. |
| ---- | -------------------- | ---- | -- | -- | -- | -- | -- | -- | ---- |
| 1.º  | Chiangrai United     | 58   | 30 | 16 | 10 | 4  | 30 | 8  | 22   |
| 2.º  | Buriram United       | 58   | 30 | 16 | 10 | 4  | 33 | 18 | 15   |
| 3.º  | Port                 | 53   | 30 | 15 | 8  | 7  | 24 | 13 | 11   |
| 4.º  | Bangkok United       | 50   | 30 | 13 | 11 | 6  | 25 | 13 | 12   |
| 5.º  | Muangthong United    | 46   | 30 | 14 | 4  | 12 | 21 | 12 | 9    |
| 6.º  | Samut Prakan City    | 43   | 30 | 12 | 7  | 11 | 19 | 15 | 4    |
| 7.º  | Chonburi             | 40   | 30 | 11 | 7  | 12 | 20 | 15 | 5    |
| 8.º  | Ratchaburi Mitr Phol | 38   | 30 | 10 | 8  | 12 | 26 | 22 | 4    |
| 9.º  | PT Prachuap          | 37   | 30 | 9  | 10 | 11 | 32 | 8  | 24   |
| 10.º | Trat                 | 35   | 30 | 9  | 8  | 13 | 25 | 10 | 15   |
| 11.º | PTT Rayong           | 35   | 30 | 9  | 8  | 13 | 24 | 13 | 11   |
| 12.º | Sukhothai            | 34   | 30 | 6  | 16 | 8  | 25 | 13 | 12   |
| 13.º | Nakhon Ratchasima    | 34   | 30 | 9  | 7  | 14 | 21 | 12 | 9    |
| 14.º | Suphanburi           | 32   | 30 | 7  | 11 | 12 | 26 | 16 | 10   |
| 15.º | Chainat Hornbill     | 30   | 30 | 8  | 6  | 16 | 26 | 16 | 10   |
| 16.º | Chiangmai            | 28   | 30 | 7  | 7  | 16 | 26 | 16 | 10   |

|  | Clasificación para la fase de grupos de la Liga de Campeones de la AFC           |
|  | Clasificación para la segunda ronda preliminar de la Liga de Campeones de la AFC |
|  | El equipo se retiró                                                              |
|  | Descenso a la Liga 2 de Tailandia                                                |

### Evolución de la clasificación
La tabla enumera las posiciones de los equipos después de cada semana de partidos. Para preservar la evolución cronológica, los partidos pospuestos no se incluyen en la ronda en la que se programaron originalmente, sino que se agregan a la ronda completa en la que se jugaron inmediatamente después. Por ejemplo, si un partido está programado para la jornada 13, pero luego se pospone y se juega entre los días 16 y 17, se agregará a la clasificación del día 16.
| Equipo ╲ Jornada     | 1              | 2  | 3  | 4  | 5  | 6  | 7  | 8  | 9  | 10 | 11 | 12 | 13 | 14 | 15 | 16 | 17 | 18 | 19 | 20 | 21 | 22 | 23 | 24 | 25 | 26 | 27 | 28 | 29 | 30 |   |
| -------------------- | -------------- | -- | -- | -- | -- | -- | -- | -- | -- | -- | -- | -- | -- | -- | -- | -- | -- | -- | -- | -- | -- | -- | -- | -- | -- | -- | -- | -- | -- | -- | - |
| Equipo ╲ Jornada     | Buriram United | 5  | 8  | 6  | 2  | 1  | 1  | 2  | 2  | 2  | 2  | 3  | 2  | 2  | 1  | 1  | 1  | 1  | 1  | 1  | 1  | 2  | 1  | 1  | 1  | 1  | 2  | 1  | 1  | 1  | 2 |
| Bangkok United       | 7              | 3  | 2  | 6  | 4  | 7  | 5  | 6  | 5  | 6  | 7  | 4  | 3  | 3  | 2  | 2  | 4  | 3  | 3  | 4  | 5  | 4  | 4  | 4  | 4  | 4  | 4  | 4  | 4  | 4  |   |
| Port                 | 12             | 5  | 1  | 3  | 5  | 3  | 1  | 1  | 1  | 1  | 1  | 1  | 1  | 2  | 3  | 5  | 5  | 5  | 5  | 5  | 3  | 3  | 3  | 3  | 3  | 3  | 3  | 2  | 3  | 3  |   |
| Muangthong United    | 15             | 15 | 9  | 8  | 10 | 15 | 15 | 16 | 16 | 16 | 16 | 16 | 15 | 16 | 14 | 13 | 12 | 12 | 9  | 7  | 6  | 6  | 6  | 6  | 6  | 5  | 5  | 5  | 5  | 5  |   |
| Chiangrai United     | 11             | 4  | 7  | 9  | 13 | 12 | 3  | 3  | 3  | 3  | 2  | 3  | 5  | 6  | 5  | 4  | 3  | 2  | 4  | 2  | 1  | 2  | 2  | 2  | 2  | 1  | 2  | 3  | 2  | 1  |   |
| PT Prachuap          | 4              | 2  | 5  | 1  | 2  | 2  | 4  | 4  | 7  | 5  | 6  | 8  | 8  | 9  | 8  | 9  | 10 | 10 | 12 | 13 | 14 | 14 | 13 | 12 | 11 | 9  | 9  | 9  | 9  | 9  |   |
| Nakhon Ratchasima    | 3              | 7  | 4  | 5  | 3  | 6  | 7  | 7  | 6  | 7  | 5  | 6  | 7  | 7  | 7  | 7  | 7  | 8  | 10 | 11 | 10 | 11 | 11 | 11 | 12 | 12 | 12 | 12 | 12 | 13 |   |
| Samut Prakan City    | 2              | 1  | 3  | 4  | 9  | 4  | 6  | 5  | 4  | 4  | 4  | 5  | 4  | 4  | 4  | 3  | 2  | 4  | 2  | 3  | 4  | 5  | 5  | 5  | 5  | 6  | 6  | 6  | 6  | 6  |   |
| Chonburi             | 6              | 12 | 15 | 16 | 15 | 10 | 10 | 8  | 8  | 8  | 10 | 9  | 10 | 8  | 10 | 8  | 9  | 9  | 11 | 9  | 7  | 7  | 7  | 7  | 8  | 11 | 7  | 7  | 7  | 7  |   |
| Suphanburi           | 10             | 11 | 11 | 7  | 11 | 14 | 16 | 12 | 14 | 14 | 13 | 13 | 16 | 15 | 16 | 15 | 16 | 16 | 15 | 15 | 15 | 15 | 15 | 15 | 14 | 15 | 13 | 13 | 13 | 14 |   |
| Sukhothai            | 8              | 10 | 10 | 10 | 6  | 5  | 8  | 9  | 10 | 10 | 11 | 10 | 11 | 12 | 9  | 11 | 13 | 13 | 13 | 14 | 12 | 12 | 12 | 13 | 13 | 13 | 14 | 14 | 14 | 12 |   |
| Ratchaburi Mitr Phol | 1              | 6  | 12 | 13 | 9  | 13 | 14 | 11 | 12 | 11 | 9  | 11 | 9  | 10 | 11 | 10 | 11 | 11 | 8  | 10 | 9  | 9  | 8  | 10 | 9  | 7  | 8  | 8  | 8  | 8  |   |
| Chainat Hornbill     | 9              | 9  | 8  | 14 | 16 | 11 | 12 | 10 | 11 | 12 | 12 | 15 | 12 | 13 | 12 | 14 | 14 | 14 | 14 | 12 | 13 | 13 | 14 | 14 | 15 | 14 | 15 | 15 | 15 | 15 |   |
| PTT Rayong           | 16             | 16 | 13 | 12 | 8  | 8  | 9  | 13 | 13 | 13 | 14 | 14 | 13 | 11 | 13 | 12 | 8  | 6  | 6  | 6  | 8  | 10 | 10 | 9  | 10 | 8  | 11 | 11 | 11 | 11 |   |
| Trat                 | 14             | 14 | 14 | 15 | 12 | 16 | 13 | 14 | 9  | 9  | 8  | 7  | 6  | 5  | 6  | 6  | 6  | 7  | 7  | 8  | 11 | 8  | 9  | 8  | 7  | 10 | 10 | 10 | 10 | 10 |   |
| Chiangmai            | 13             | 13 | 16 | 11 | 14 | 9  | 11 | 15 | 15 | 15 | 15 | 12 | 14 | 14 | 15 | 16 | 15 | 15 | 16 | 16 | 16 | 16 | 16 | 16 | 16 | 16 | 16 | 16 | 16 | 16 |   |

## Goleadores
Al 26 de octubre de 2019.
| Pos. | Jugador           | Equipo                                   | Goles |
| ---- | ----------------- | ---------------------------------------- | ----- |
| 1    | Lonsana Doumbouya | Trat                                     | 20    |
| 2    | Nelson Bonilla    | Bangkok United                           | 16    |
| 3    | Leandro Assumpção | Nakhon Ratchasima                        | 15    |
| 3    | Ibson Melo        | Samut Prakan City                        | 15    |
| 5    | Bill              | Chiangrai United                         | 14    |
| 5    | Heberty           | Muangthong United                        | 14    |
| 5    | Yannick Boli      | Ratchaburi Mitr Phol                     | 14    |
| 8    | Caion             | PT Prachuap (6 Goals) Chonburi (7 Goals) | 13    |
| 9    | Eliandro          | Chiangmai                                | 12    |
| 9    | Bernard Doumbia   | Nakhon Ratchasima                        | 12    |